# ドラゴンボールZ 真武道会2
『ドラゴンボールZ 真武道会2』（ドラゴンボール しんぶどうかいツー）は、バンダイナムコゲームスより2007年6月7日に発売されたPlayStation Portable（PSP）用ゲームソフト。鳥山明原作の漫画・アニメ『ドラゴンボールZ』を題材にした対戦格闘ゲーム。

## 概要
『ドラゴンボールZ 真武道会』の続編。ストーリーモードは未来へ戻り、人造人間とセルを倒した後のトランクスを主人公とし、アドベンチャーパートを搭載した新しい物語となっている。ゲーム本編については前作の要素は継承されつつ、新しいオーラバーストの追加やダーブラ、バーダックなどの新しいキャラクターや新技、演出面のさらなる強化やキャラクターの育成要素などが追加された。

## トランクス・アナザーロード
本作でのストーリーモードでトランクスが主人公。セルを倒し平和を取り戻した未来の地球に現れた魔導師バビディ一味に対し、多人数が乗り込めるタイムマシンで連れてきた悟空たちと共に立ち向かうストーリー。3人のチームを作り、2人の仲間と協力して敵と戦う。
前作とは異なり、一度好成績を収めたステージでも再挑戦した際に成績が前回を下回ると評価が落ちた状態で記録されてしまう。

### ストーリー
エイジ 76X、孫悟空死す-
死因・ウィルス性の心臓病
これは、もう一つの未来の物語である。
孫悟空の死から数年後、突如として現れた2人の人造人間によって地球は地獄のような有様になっていた。ベジータ、天津飯、クリリン、ヤムチャなど主だった戦士達は人造人間達に殺され、今や地球の人口はかつての1/10以下になっていた。人造人間は生き残った人間たちを徐々に追い詰めてゲームのように破壊と殺戮を楽しんでいた。
ベジータと地球人ブルマの間に生まれたサイヤ人の血を引く少年、トランクスはこうした状況の中、生き残った孫悟飯と共に修行を続け戦士としての力を伸ばし、人造人間たちと過酷な戦いを続けていた。
天才的な科学者でもあったブルマは密かにタイムマシンを完成させる。トランクスは悟空の死の運命を変えるために心臓病の特効薬を持ち過去へと旅立った。2度目の過去への旅でトランクスは「精神と時の部屋」で修行し、人造人間たちを倒せる力を身につける。トランクスは人造人間17号、18号、そして最強の人造人間セルをも倒し、ついに地球にも平和が訪れたかに思われた。
しかし、それから数年後、さらなる危機が訪れる。魔道師バビディが魔界の王ダーブラを引き連れて、魔人ブウを復活させるべく地球へとやってきたのだ。残された超戦士トランクスはこの危機に敢然と立ち向かっていくが、バビディはトランクスの記憶を読み、死んだ孫悟空やセルの分身（ストーリー上では戦闘人形と呼ばれる）を作り出し、邪悪な魔法で自らの手下にしてしまったのだ…。

### フィールドプレイ
本作のアナザーロードモードでは、「フィールドプレイ」と呼ばれる要素が追加された。これは地球が3Dのフィールドで表現され、そのマップ上に敵が出現し、これと接触することで戦闘に入るというモード。フィールド上には都市があり、敵は都市を破壊しようとするため、都市の破壊を阻止する必要もある。プレイヤーキャラクターが都市に滞在すると、都市の耐久力が回復すると同時に、プレイヤーのLIFEも回復していく。

## キャラクター
『ドラゴンボールZ 絶望への反抗!!残された超戦士・悟飯とトランクス』に登場した、異なる未来の孫悟飯がゲーム初登場。外見上は髪型や雰囲気が通常の青年悟飯とは違う。人造人間と過酷な戦いを続けていたため、通常の青年悟飯よりも勇ましい風貌になっている。悟空が心臓病で死んだため、ピッコロに修行をつけてもらったという設定で魔貫光殺砲を使うことができる。本来なら未来の悟飯は超サイヤ人までしか変身できないが、本作ではストーリーが進むにつれ超サイヤ人2、老界王神の潜在能力開放までの変身を体得している。
このほか悟空の父バーダック、暗黒魔界の王ダーブラ、魔導師バビディによって呼び出された初期の魔人ブウ（善）、ゴテンクスや悟飯を吸収した魔人ブウ（悪）、超サイヤ人4の悟空、メタルクウラ、人造人間との戦いを終えた後のトランクス（未来）が追加された。合計で変身形態を含めて24人、53種類のキャラクターが登場。
- トランクス［未来］（声：草尾毅）
- 孫悟飯［未来］（声：野沢雅子）
- バーダック（声：野沢雅子）
- ダーブラ（声：大友龍三郎）
- 孫悟空（声：野沢雅子）※前作との変更・追加分のみ紹介
- 孫悟飯［少年期］（声：野沢雅子）※前作との変更・追加分のみ紹介
- 孫悟飯［青年期］（声：野沢雅子）※前作との変更・追加分のみ紹介。
- ピッコロ（マジュニア）（声：古川登志夫）※前作との変更・追加分のみ紹介
- ベジータ（声：堀川りょう）※前作との変更・追加分のみ紹介
- トランクス（青年）（声：草尾毅）※前作との変更・追加分のみ紹介
- セル（声：若本規夫）※前作との変更・追加分のみ紹介
- 魔人ブウ［善］（声：塩屋浩三）
- 魔人ブウ［悪］（声：塩屋浩三）
- 魔人ブウ［悪］ゴテンクス吸収（声：塩屋浩三）
- 魔人ブウ［悪］悟飯吸収（声：塩屋浩三）

### その他の登場キャラクター
- 孫悟天（声：野沢雅子）
- トランクス（幼年期）（声：草尾毅）
- クリリン（声：田中真弓）
- フリーザ（声：中尾隆聖）
- クウラ（声：中尾隆聖）
- 人造人間18号（声：伊藤美紀）
- パイクーハン（声：緑川光）
- ブロリー（声：島田敏）
- ジャネンバ（声：玄田哲章）
- 天下一武道会アナウンサー（声：鈴置洋孝）※ライブラリ出演。
- ブルマ（声：鶴ひろみ）
- ナレーション（声：八奈見乗児）
- バビディ（声：八奈見乗児）
- 界王神（声：三ツ矢雄二）
- キビト（声：青森伸）
- ミスター・サタン（声：郷里大輔）
- 閻魔大王（声：郷里大輔）
- ヤムチャ
- 天津飯

## 登場ステージ
- 平原　どこまでも草原が続く、緑の多いステージ。原作のサイヤ人編で、悟空とラディッツが対決した場所でもある。
- 岩山　岩山と美しい夕日が特徴のステージ。原作のサイヤ人編で、悟空とベジータが激闘を繰り広げた場所でもある。
- ナメック星
- 破壊　激しい死闘によってダメージを受けた惑星。原作のフリーザ編で、悟空とフリーザが死闘を繰り広げた場所でもある。
- 神殿　遥か上空にある神様の住む場所。ここから神様が地球の人々の平和を見守り続けている。
- 精神と時の部屋　現実での1日が部屋の中では、1年になる部屋。悟空たちの修行の場。
- 破壊された街
- 地獄　劇場版『ドラゴンボールZ 復活のフュージョン!!悟空とベジータ』に登場したジャネンバによって、結界が張られた地獄。
- 雪原　雪に覆われた極寒の地。原作で悟空が幼年期に立ち寄ったジングル村の近くでもある。
- 界王神界

## オーラバースト
前作にもあったオーラバーストシステムがさらに進化。溜めた気を「オーラバーストボタン」（デフォルトではRボタン）で解放すると、パワーアップし、以下の行動が可能になる。今作では新たに「オーラバーストガード」「オーラバーストチャージ」、「追撃フィニッシュ」が追加されている。
オーラバースト ダッシュ
R+方向キー　超高速ダッシュ。R+↑で相手の背後に回りこむ。
オーラバースト ラッシュ
R+□ボタン　敵の通常攻撃、気功波を弾きながら突進する。
オーラバースト スマッシュ
R+△ボタン　ヒットさせると相手はフラフラになり、少しの間は操作不能&ガード不能になる強力な攻撃。
オーラバースト ガード
×を押しながらRボタン　削りダメージを受けず、ガードゲージも減少しない完全ガード（ガード不能攻撃を除く）。
オーラバースト チャージ
Rを押しながらLボタン　1ラウンドに1回だけ、一定時間、HP回復やハイパーアーマー、攻撃力アップなどのキャラごとに異なる特殊能力を発動する。
追撃フィニッシュ
敵が吹っ飛んだ時にRボタンで可能な「追い討ち攻撃」を3連続で入れるとゴテンクスなら「激突ウルトラブウブウバレーボール」、ブロリーなら「ブラスターシェルブロウ」といった強力な必殺技が発動する。

## カード強化システム
本作では新たにカードによりキャラクターを強化できるようになっている。ストーリーモードで入手したカードをキャラクターのスロットに装着することで攻撃力や防御力などの能力値を強化できる。